# Staicele
Staicele (deutsch Staizel) ist eine Kleinstadt im Norden Lettlands. Der Ort wurde 1864 gegründet und bekam 1992 das Stadtrecht zugesprochen. Im Jahre 2022 waren 788 Einwohner gemeldet.

## Geschichte

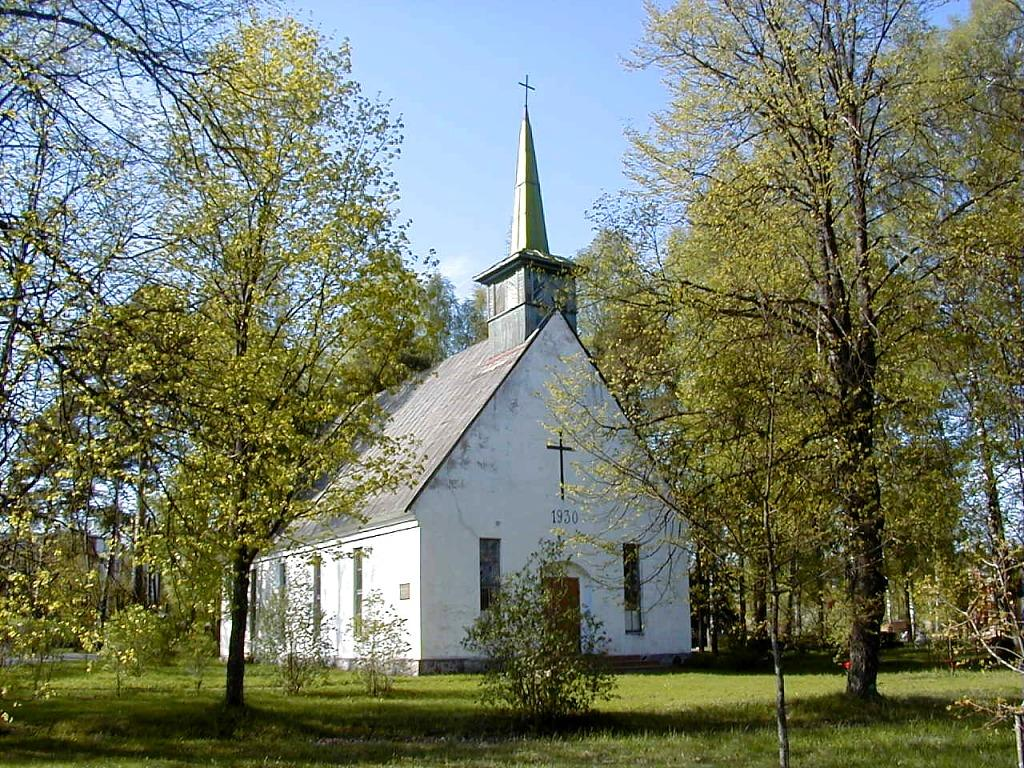
Lutherische Kirche Staicele

Die Ortschaft entstand, nachdem dort 1887 eine Brücke über die Salaca gebaut worden war und 10 Jahre später eine Papierfabrik den Betrieb aufgenommen hatte.
Die evangelisch-lutherische Kirche von Staicele wurde von 1930 bis 1932 errichtet.

## Städtepartnerschaften
Die Stadt ist Mitglied einer 2001 gegründeten Europäischen Vereinigung der Storchenstädte (ESCO), deren Mitglieder alle einen Storch im Stadtwappen führen. Mitglieder sind:
- Dēmene, Lettland
- Komárovce, Slowakei
- Luka nad Jihlavou, Tschechien
- Busk, Ukraine
- Stolin, Belarus
- Storkow (Mark), Deutschland
- Ramygala, Litauen